# Saint-Georges-du-Vièvre
Saint-Georges-du-Vièvre è un comune francese di 746 abitanti situato nel dipartimento dell'Eure nella regione della Normandia.

## Società

### Evoluzione demografica
Abitanti censiti